# Pierre Pinatel
Pour les articles homonymes, voir Pinatel.
Pierre Pinatel, dit simplement Pinatel, né le 9 octobre 1929 à Apt (Vaucluse) et mort le 27 avril 2022 à Trélou-sur-Marne, est un caricaturiste français.
Bien qu'acceptant l'étiquette de « dessinateur de droite », il n'a jamais adhéré à un parti ou un mouvement.

## Biographie
Pierre Pinatel commence sa carrière à Dimanche-Matin en 1953, il collabore à Aux Écoutes, à Combat et au Charivari, avant d'entrer à Minute. Il connaît un grand succès en étant condamné en 1968 pour offense au chef de l'État pour avoir dessiné une série de cendriers ridiculisant le général de Gaulle avec des légendes telles que : « devenu cendrier, le général connaît enfin le feu » ou « un général qui n'est décidément à l'aise que dans les cendres ». Condamné à 10 000 francs d'amende et à la saisie des cendriers, il réplique en dessinant des caricatures du personnel politique gaulliste sur les carreaux de la cuisine de l'appartement familial, demandant à la justice de venir « saisir les murs ».
Poursuivi également et condamné pour trois dessins parus dans sa propre revue Le Trait, il est soutenu, lors de ses procès, par ses confrères Jean Effel, Moisan et Jacques Faizant et par le chansonnier Pierre-Jean Vaillard. À noter qu'en 1957, le même général de Gaulle écrit à l'éditeur du premier album de Pinatel La Troisième en pire : « Les dessins de Pinatel sont à la fois drôles et mélancoliques comme la vie elle-même ».
Le 1er mars 1975, il est présent au forum d'inauguration du PFN. En mai 1977, Pierre Pinatel signe un appel demandant l'arrêt de poursuites en cours contre le Groupe union défense.
Il est le caricaturiste vedette de Minute durant les années 1960-1970. Pendant plus de quatorze ans, son « Pinatelscope » occupe la dernière page du journal, puis est transplanté à National-Hebdo où il reste près de  huit ans. Pinatel croque le monde politique et artistique pour un grand nombre de journaux parisiens ou régionaux, pendant quarante ans.
En 1961, il crée sa propre publication : Le Trait, revue-album (33 numéros) transformée par la suite en maison d'édition publiant exclusivement ses propres albums.
Pinatel meurt le 27 avril 2022, à l'âge de 92 ans.

## Publications
- La Troisième en pire (1957) réédité en 2003.
- La Grande Gaullusion (1970)
- Valeryt'Parade (1980)
- La Rose République nous appelle (1983)
- Le Poteau rose (1987)
- Jupiter tontonnant (1990)
- Un ton ton en dessous ! (1993)
- Les Faiseurs de chichi (1995)
- Qui a ubu boira (1998)
- Le Mari de Bernadette (2004)
- Parricide  la sortie  (2006)
- La Sarkomédie française (2008)
- Sarkozy Fan Tutti (2009)
- Du bruit dans hollandernau (2012)
- Un drôle de DSKalamar (2012)
- Il a également publié un recueil de dessins d'humour non-politiques : Et pourtant elle tourne, 2001.

Il a aussi illustré une série d'ouvrages de ses amis : 
- Henri Castex, Les d'Artagnan dans l'histoire, 1981.
- Abel Clarté, La Droite cocufiée, 1968 ;
- François d'Erce, Vie du treizième César - un inédit de Suétone, 1969 ;
- André Figueras, Mitterrand dévoilé, illustrations de Pinatel, Paris, Éd. A. Figueras, 1980 ;
- André Figueras, Pour en finir avec le Général de Gaulle, avec quelques dessins de Pinatel, Paris, Éd. A. Figueras, 1990 ;
- André Figueras, Le Cirque socialiste, dessins par Pinatel, Paris, Éd. A. Figueras, 1984 ;
- Henri Eyraud, Le Dernier des métiers : sous la tyrannie des faux semblants, 1991 ;

Parallèlement à sa carrière de presse, Pinatel  s'est produit pendant des décennies sur la scène de cabarets parisiens. Et, bien loin de ses caricatures, ce petit-fils et arrière-petit-fils des célèbres aquarellistes provençaux Pierre  et Joseph Cabasson, abandonne de temps à autre le dessin pour la peinture.